# Grand Maison

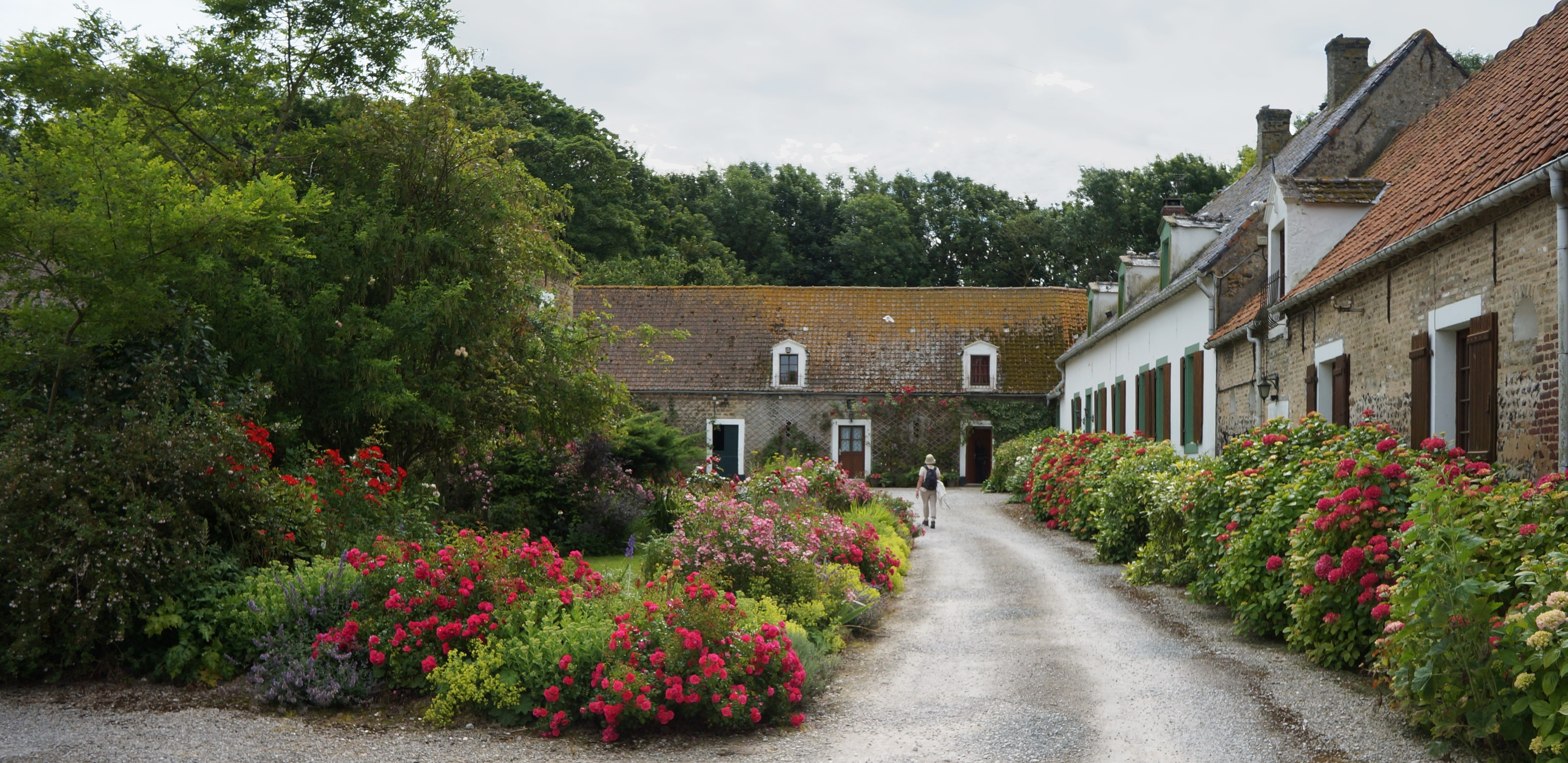
Grand Maison

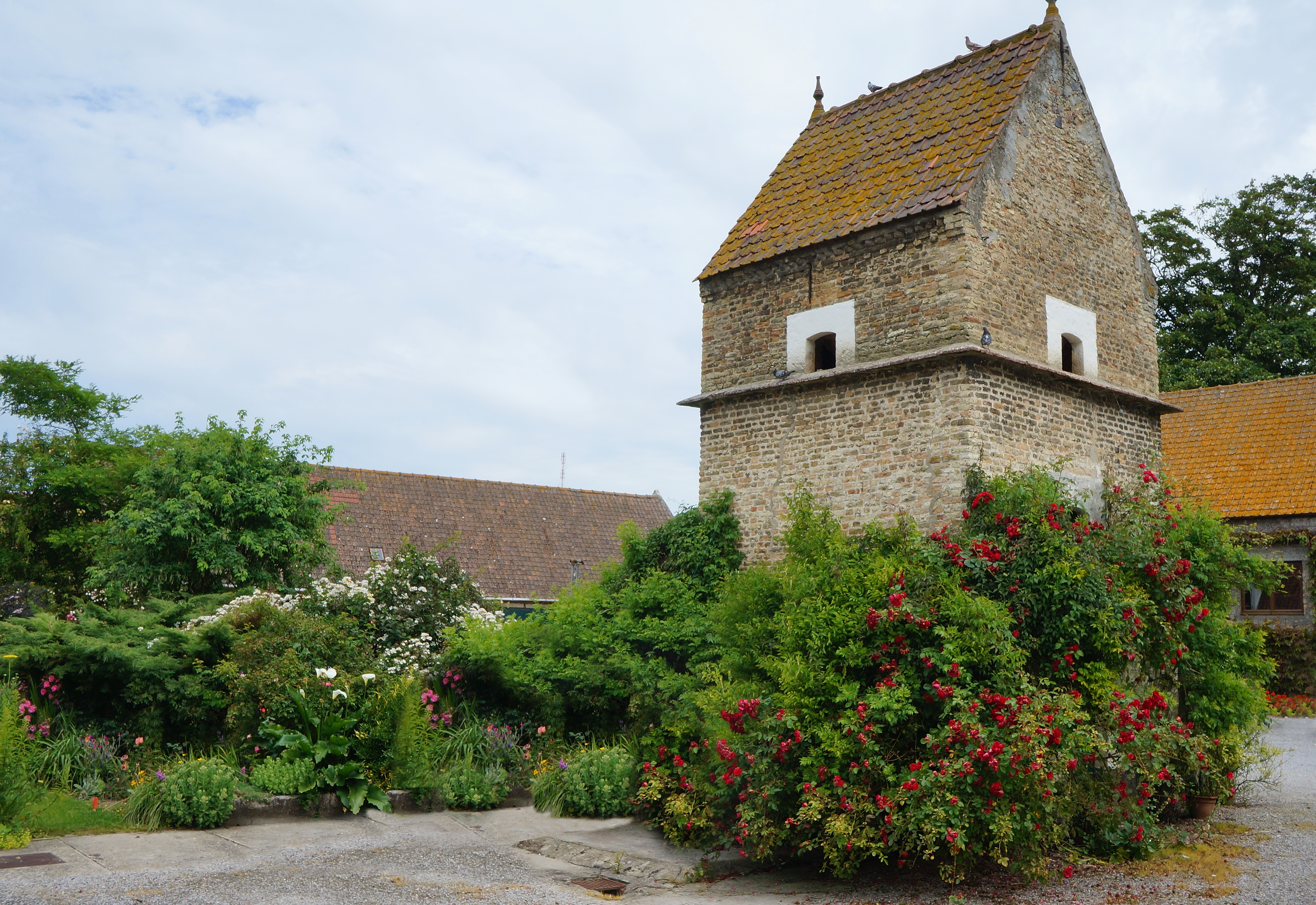
Duiventoren

Het Grand Maison is een historische boerderij in Escalles, die tot het Franse departement Pas-de-Calais behoort.
Een sluitsteen draagt het jaartal 1633, maar in 1876 werd het huis nog verbouwd.
Bij het gebouwencomplex behoort ook een duiventoren.